# Leonardo Zarosa
Leonardo Iván Zarosa (Buenos Aires, Argentina, 16 de febrero de 1983) es un exfutbolista Argentino. Jugaba de mediocampista y su último equipo fue Sansinena

## Clubes
| Club                                    | País      | Año         |
| --------------------------------------- | --------- | ----------- |
| Club Atlético Independiente             | Argentina | 2002 - 2003 |
| Rentistas                               | Uruguay   | 2004        |
| Miramar Misiones                        | Uruguay   | 2004 - 2005 |
| Tacuarembo                              | Uruguay   | 2006        |
| Durazno FC                              | Uruguay   | 2006        |
| Almirante Brown                         | Argentina | 2007 - 2008 |
| San Luis                                | Chile     | 2009 - 2010 |
| Everton                                 | Chile     | 2011        |
| Juventud Antoniana                      | Argentina | 2011 - 2012 |
| Trujillanos FC                          | Venezuela | 2012        |
| Aragua FC                               | Venezuela | 2013        |
| Llaneros de Guanare                     | Venezuela | 2013        |
| Deportivo Petare                        | Venezuela | 2014        |
| Club Sportivo Rivadavia (Venado Tuerto) | Argentina | 2014 - 2015 |
| Sansinena                               | Argentina | 2015- 2016  |

### Nacionales
| Título    | Club     | País  | Año    |
| --------- | -------- | ----- | ------ |
| Primera B | San Luis | Chile | 2009-C |